# Lou Ferrigno
Pour les articles homonymes, voir Lou et Ferrigno.
Louis Jude Ferrigno, dit Lou Ferrigno, est un acteur et culturiste américain, né le 9 novembre 1951 à Brooklyn (New York).
En tant qu'acteur, il est connu pour incarner Hulk dans la série télévisée des années 1970 L'Incroyable Hulk
En tant que préparateur physique et ami de Michael Jackson, il a aidé le chanteur dans sa préparation physique pour le spectacle en résidence This is it.

## Biographie

### Jeunesse
Louis Jude Ferrigno naît le 9 novembre 1951 dans une famille d'origine italienne à Brooklyn (New York).
Son père Matty d'origine italienne était lieutenant de police et sa mère s'appelait Victoria. Peu de temps après sa naissance, Lou souffre de nombreuses infections aux oreilles. Alors qu'il est âgé de 3 ans, ses parents découvrent qu'il est sourd à 75-80 %. Dès l'âge de 13 ans, il s'exerce à la musculation afin de compenser son handicap par sa qualité physique. Adulte, il mesure 1,93 m pour un poids de 145 kg. Toutefois, dans la préparation au titre de Mr. Olympia en 1975, il est homologué à 124,7 kg pour 1,96 m. Il arrive 3e derrière Serge Nubret et le vainqueur Arnold Schwarzenegger (cf. le film Arnold le magnifique (Pumping Iron) sorti en 1977).

### Carrière

#### Culturiste
Lou Ferrigno commence à s'entraîner à treize ans. En 1973, il gagne plusieurs compétitions ce qui le fait remarquer auprès de certains réalisateurs.

#### Acteur

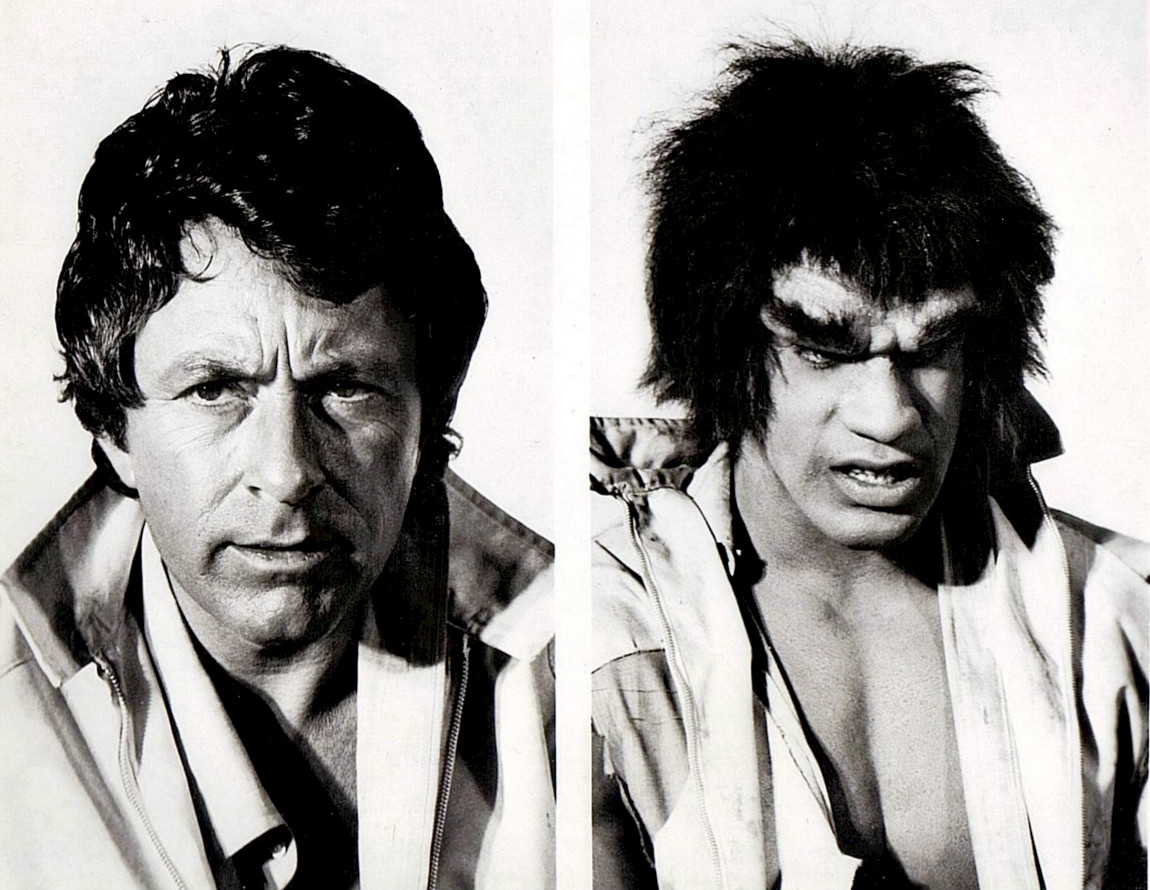
Bill Bixby et Lou Ferrigno, en 1977.

En 1977, après l'essai avec l'acteur Richard Kiel qui, selon le créateur Kenneth Johnson, n'est pas assez musclé, Lou Ferrigno incarne le célèbre personnage L'Incroyable Hulk (The Incredible Hulk) auquel il prête sa musculature jusqu'en 1982.
En novembre 1978 et en mai 1979, il apparaît dans la série de télé-réalité Battle of the Network Stars (en).
Il apparaît également dans d'autres séries comme L'Homme qui tombe à pic, Matt Houston, et dans de nombreux films tels que Arnold le magnifique de Robert Fiore et George Butler aux côtés d'Arnold Schwarzenegger et de Franco Columbu, Hercule (Hercules) de Luigi Cozzi, Sinbad de Enzo G. Castellari et Luigi Cozzi.

### Vie privée

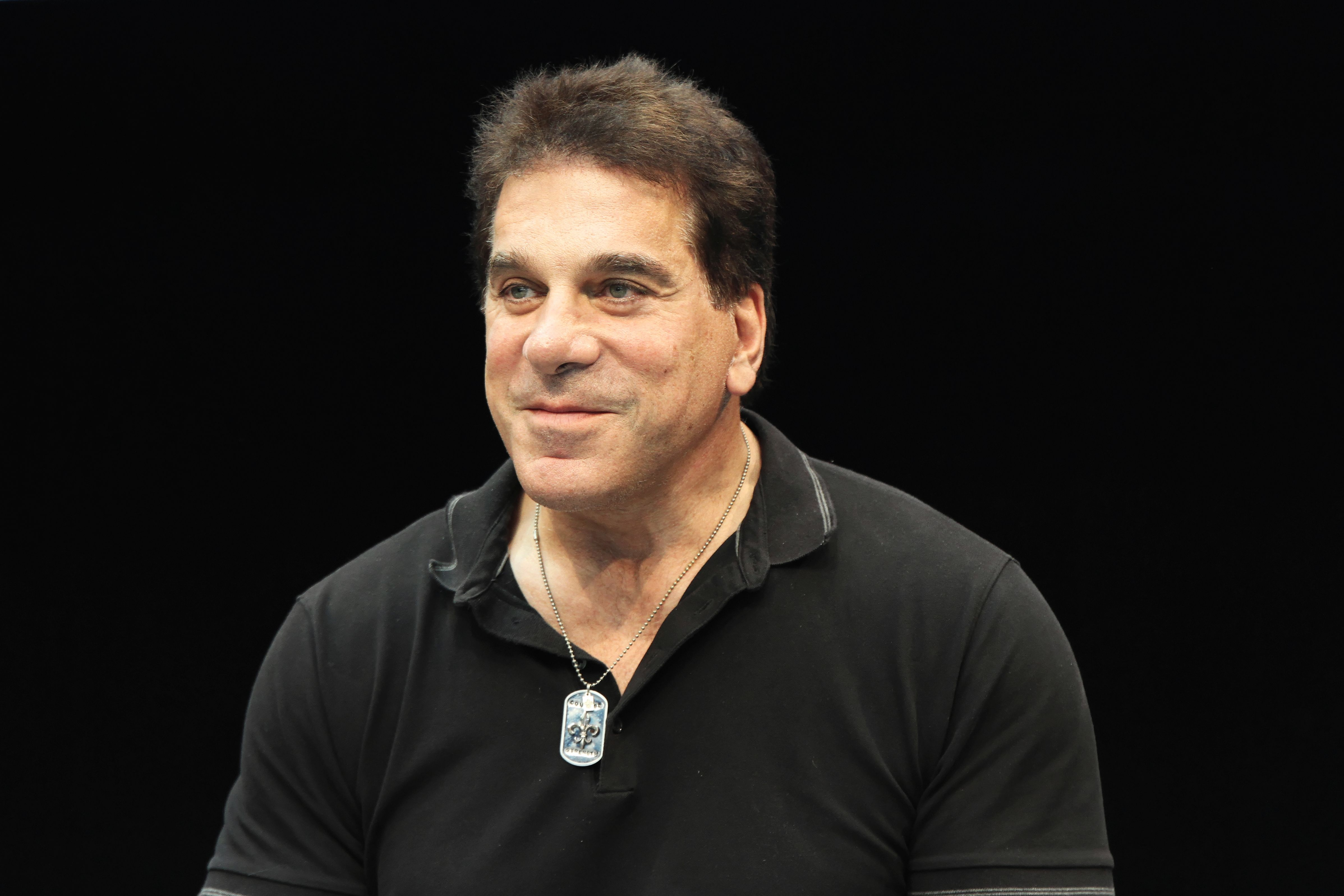
Lou Ferrigno Comic Con Germany 2019.

Le 3 mai 1980, Lou Ferrigno est marié à la psychothérapeute Carla Green — elle deviendra par la suite sa gérante, puis son entraîneuse — avec qui il a eu trois enfants : Shanna, née en 1981, Louis, né en 1984, et Brent, né en 1990. En février 2006, il est assermenté au comté de Los Angeles, et nommé Shérif suppléant en Californie. 
Ami de longue date de Michael Jackson, il l'aidait en tant que préparateur physique pour qu'il soit prêt pour la tournée This is it, prévue en 2009. Pour lui, il aurait fallu plus de temps de préparation au chanteur afin d'être prêt à remonter sur scène. Lou Ferrigno apparaît par ailleurs dans le clip de la chanson Liberian Girl en 1989.
Lors de la campagne pour l'élection présidentielle américaine de 2016, il soutient Donald Trump.

## Palmarès
- 1971 : Mr. America Pro (WBBG), 1er
- 1971 : Mr. America Teen (AAU), 4e
- 1972 : Universe (NABBA), 2e
- 1972 : Mr. America Pro (WBBG), 2e
- 1973 : Mr. America (IFBB), vainqueur toutes catégories
- 1973 : Universe (IFBB), vainqueur toutes catégories
- 1974 : Mr. Olympia (IFBB), 3e
- 1974 : Mr. International (IFBB), vainqueur toutes catégories
- 1975 : Mr. Olympia (IFBB), 3e
- 1992 : Mr. Olympia (IFBB), 12e
- 1993 : Mr. Olympia (IFBB), 10e
- 1994 : Olympia Masters (IFBB), 2e

## Filmographie

### Cinéma
- 1983 : Hercule (Hercules) de Luigi Cozzi : Hercule
- 1983 : Les Sept Gladiateurs (I Sette magnifici gladiatori) de Claudio Fragasso et Bruno Mattei : Han
- 1985 : Les Aventures d'Hercule (Le Avventure dell'incredibile Ercole) de Luigi Cozzi : Hercule
- 1988 : Desert Warrior de Jim Goldman : Zerak
- 1989 : All's Fair de Rocky Lang : Klaus
- 1989 : Sinbad (Sinbad of the Seven Seas) d'Enzo G. Castellari et Luigi Cozzi : Sinbad
- 1989 : Cage de Lang Elliott : Billy Thomas
- 1990 : Liberty & Bash de Myrl A. Schreibman : Bash
- 1991 : Hangfire de Peter Maris : Smitty
- 1992 : The Naked Truth de Nico Mastorakis : Fed. #1
- 1992 : Frogtown II de Donald G. Jackson : Ranger John Jones
- 1993 : The Making of '...And God Spoke' d'Arthur Borman : Cain
- 1994 : Cage 2 : l'arène de la mort (Cage II) de Lang Elliott : Billy
- 1995 : The Misery Brothers de Lorenzo Doumani : Quazzie
- 1998 : The Godson (en), de Bob Hoge : Bugsy
- 2000 : Ping! de Chris Baugh : l'attrapeur de chien
- 2002 : Frank McKlusky, C.I. d'Arlene Sanford : le lanceur de couteaux
- 2002 : From Heaven to Hell d'Eric D. Howell et Christopher Taber : lui-même
- 2003 : Hulk d'Ang Lee : un vigile
- 2008 : L'Incroyable Hulk (The Incredible Hulk) de Louis Leterrier : un vigile et Hulk (voix)
- 2009 : I Love You, Man de John Hamburg : lui-même
- 2010 : Soupernatural de Christopher Noice : Lou
- 2012 : Avengers (Marvel's The Avengers) de Joss Whedon : Hulk (voix et non-crédité)
- 2014 : Moms' Night Out d'Andrew Erwin et Jon Erwin : Hulk
- 2015 : Le Roi Scorpion 4 : La Quête du pouvoir (The Scorpion King 4: Quest for Power) de Mike Elliott : Skizurra (vidéo)
- 2015 : Avengers Grimm de Jeremy M. Inman : Iron John (video)
- 2015 : Avengers : L'Ère d'Ultron (Avengers: Age of Ultron) de Joss Whedon : Hulk (voix et  non-crédité)
- 2016 : The Bandit Hound de Michelle Danner : Willy
- 2016 : The Next Big Thing de Brody Gusar : le capitaine Theo
- 2016 : Surge of Power: Revenge of the Sequel d'Antonio Lexerot et Vincent J. Roth : Ion
- 2017 : Instant Death d'Ara Paiaya : John Bradley
- 2017 : Thor : Ragnarok de Taika Waititi : Hulk (voix et non-crédité)
- 2018 : Enter the Fire de Phil Gorn : Monroe
- 2019 : Surge of Dawn d'Alexander Fernandez : Ion
- 2019 : Cross 3 de Patrick Durham et Paul G. Volk : Powerhouse

### Télévision

#### Téléfilms
- 1977 : L'Incroyable Hulk (The Incredible Hulk) : Hulk
- 1988 : Le Retour de l'incroyable Hulk (The Incredible Hulk Returns) de Nicholas Corea et Bill Bixby : Hulk
- 1989 : Le Procès de l'incroyable Hulk (The Trial of the Incredible Hulk) de Bill Bixby : Hulk
- 1990 : La Mort de l'incroyable Hulk (The Death of the Incredible Hulk) de Bill Bixby : Hulk
- 1992 : Extralarge: Yo-Yo de Enzo G. Castellari : Goodwin
- 2015 : Sharknado 3: Oh Hell No! d'Anthony C. Ferrante : l'agent Banner

#### Séries télévisées
- 1977-1982 : L'Incroyable Hulk (The Incredible Hulk) : Hulk (82 épisodes)
- 1979 : Billy (en) : Hulk (épisode Fathers and Sons)
- 1982-1984 : L'Homme qui tombe à pic (The Fall Guy) : Lou Ferrigno / Six (3 épisodes)
- 1983 : Trauma Center : John Six (13 épisodes)
- 1984 : Matt Houston : Steve Ott (épisode Blood Ties)
- 1984 : Mike Hammer : King Steele (épisode Catfight)
- 1985 : Tribunal de la nuit (Night Court) : le boucher Klondike (épisode Battling Bailiff)
- 1985 : Histoires fantastiques (Amazing Stories) : Hulk
- 1990 : Super Force : U-Gene  (2 épisodes)
- 1996 : Living Single : The Workman (épisode Not So Silent Partners)
- 1996-1997 : L'Incroyable Hulk (The Incredible Hulk) (série télévisée) : Hulk (Voix)
- 1997 : Conan : Mog  (épisode The Three Virgins)
- 2002-2007 : Un gars du Queens (The King of Queens) : lui-même (18 épisodes)
- 2001 : Black Scorpion : le maître d'esclaves (épisode Virtual Vice)
- 2004 : Ma famille d'abord (My Wife and Kids) : un prisonnier homosexuel et à moitié pervers avec Michael Kyle (épisode Illegal Smile)
- 2004 : Reno 911, n'appelez pas ! (Reno 911!) : New Junior - Député Cletus Senior (épisode Department Investigation: Part 2)
- 2010 : Chuck : le garde du corps de Sophia (épisode Chuck Versus the Suitcase)
- 2010-2016 : Adventure Time avec Finn et Jake : Billy / Bobby  (4 épisodes)
- 2014 : Star Trek Continues : Zaminhon (épisode Lolani)
- 2016 : Ours pour un et un pour t'ours (We Bare Bears) : Paul (voix ; épisode Yard Sale)
- 2017 : Con Man : lui-même (3 épisodes)
- 2018 : The Grindhouse Radio : lui-même (épisode GHR: Alan Robert - Life of Agony)
- 2020 : The Adventures of Velvet Prozak : Lou (épisode Cougar Hunting)
- 2020 : Heroes Manufactured: Creators Unleashed (épisode Heroes of Supercon Miami)
- 2022 : The Offer : Lenny Montana (mini-série)

### Clip musical
- 1989 : Liberian Girl (Clip) : lui-même

### Vidéo
- 2002 : Frank McKlusky, C.I. (Vidéo) : Knife Thrower
- 2010 : Smosh : I Love Lou Ferrigno

### Apparitions télévisées
- 2003 : Dans la peau de Jean-Claude Van Damme : lui-même
- 2012 : The Celebrity Apprentice : lui-même